# Semaeopus crinita
Semaeopus crinita är en fjärilsart som beskrevs av W. Warren 1906. Semaeopus crinita ingår i släktet Semaeopus och familjen mätare. Inga underarter finns listade i Catalogue of Life.